# Rebelión escobarista
La Rebelión de Escobar fue un levantamiento armado en el norte de México en 1929 durante el Maximato, entre las fuerzas gubernamentales del presidente Emilio Portes Gil y las fuerzas rebeldes bajo el mando del general José Gonzalo Escobar. Después de cierto éxito inicial al tomar varias ciudades clave en el norte del país, los rebeldes de Escobar fueron derrotados en Jiménez, Chihuahua, y fueron finalmente vencidos por las fuerzas gubernamentales al mando del General Calles. La rebelión se basó en el Plan de Hermosillo y fue considerada un intento de golpe de Estado contra la hegemonía del caudillo Plutarco Elías Calles.

## Antecedentes
La Rebelión de Escobar fue la última de una serie de rebeliones posteriores al final de la Revolución mexicana en 1920, cuando la facción Constitucionalista de Plutarco Elías Calles, Álvaro Obregón y Adolfo de la Huerta (conocidos colectivamente como "El Triángulo de Sonora") tomaron control del gobierno federal al derrocar a Venustiano Carranza bajo el Plan de Agua Prieta . Tras el asesinato del presidente electo Obregón el 17 de julio de 1928 y el fin del mandato de Calles como presidente el 30 de noviembre, el ex gobernador de Tamaulipas, Emilio Portes Gil, fue seleccionado para suceder a Calles como presidente provisional hasta una nueva elección podría celebrarse al año siguiente, en noviembre de 1929. Como civil, sin experiencia militar, la selección de Portes Gil molestó a muchos oficiales del ejército mexicano, ahora compuesto en gran parte por ejércitos de líderes revolucionarios individuales, que querían a uno de los suyos en el cargo para continuar con la tradición de tener un general como presidente. Anteriormente, Venustiano Carranza había intentado imponer a un civil para que lo sucediera en las elecciones de 1920, lo que provocó su destitución y muerte.
Fue entonces que uno de los oficiales más populares del ejército mexicano era el general José Gonzalo Escobar, destacado por su papel en la derrota de Pancho Villa en la Batalla de Ciudad Juárez y por su participación posterior en aplastar la Rebelión delahuertista de 1923 y la revuelta de Eliseo Gómez Serrano en 1927. Mientras Escobar aseguraba su lealtad a Calles y Portes Gil, en secreto hizo planes para tomar el control del gobierno federal y establecerse como presidente.

### Plan de Hermosillo
Escobar publicó el Plan de Hermosillo el 3 de marzo de 1929, citando la corrupción en el gobierno de Calles-Portes Gil como el motivo de la revuelta, que Escobar y sus hombres llamaron la Revolución Renovadora. Portes Gil, como Escobar, sabía que el éxito de cualquier rebelión estaría determinado en gran medida por los suministros traídos desde el otro lado de la frontera internacional de los Estados Unidos. En consecuencia, Portes Gil lanzó un "plan de dos fases" para que el gobierno de los Estados Unidos sellara la frontera ante cualquier posible necesidad de los rebeldes y también reabasteciera al ejército mexicano con material de guerra, incluidos aviones de combate modernos. Ambas solicitudes fueron concedidas en febrero de 1929, pocas semanas antes del inicio de las hostilidades.
El Plan de Hermosillo fue firmado por 36 personas entre ellas múltiples diputados federales y diputados locales de Sonora. Entre los firmantes más destacados están el gobernador de Sonora y su secretario de gobierno.
- General de División Francisco Manzo
- General de División Roberto Cruz
- General de Brigada Fausto Topete, gobernador de Sonora
- General de Brigada Eduardo C. García
- Coronel Gabriel Jiménez
- Senador Alejo Bay
- Jesús J. Lizárraga, Secretario de Gobierno de Sonora
- General de Brigada Ramón F. Iturbe

#### Diputados federales
- Adalberto Encinas
- J. R. Rizo
- Gabriel V. Monterde
- Licenciado Adolfo Ibarra
- Selder Ramón Rossains
- C. Eugenio Gámez
- Teodomiro Ortiz
- R. Bracho
- Miguel Guerrero
- Ingeniero Flores G.
- Ricardo Topete
- Alfredo Romo
- Adalberto González
- Aurelio Manrique, Jr.
- Coronel L. Robles
- Gumersindo Esqueda
- Coronel Martín Bárcenas
- A. Rivera Soto
- C. García Bracho
- G. Madrid
- General Agustín Olachea
- Rafael Esqueroa
- M. José J. Meléndez
- Enrique Rivera

#### Diputados locales de Sonora
- Bernabé A. Soto
- Manuel L. Bustamante
- José J. Cota
- Félix Urías Avilés.

## Rebelión

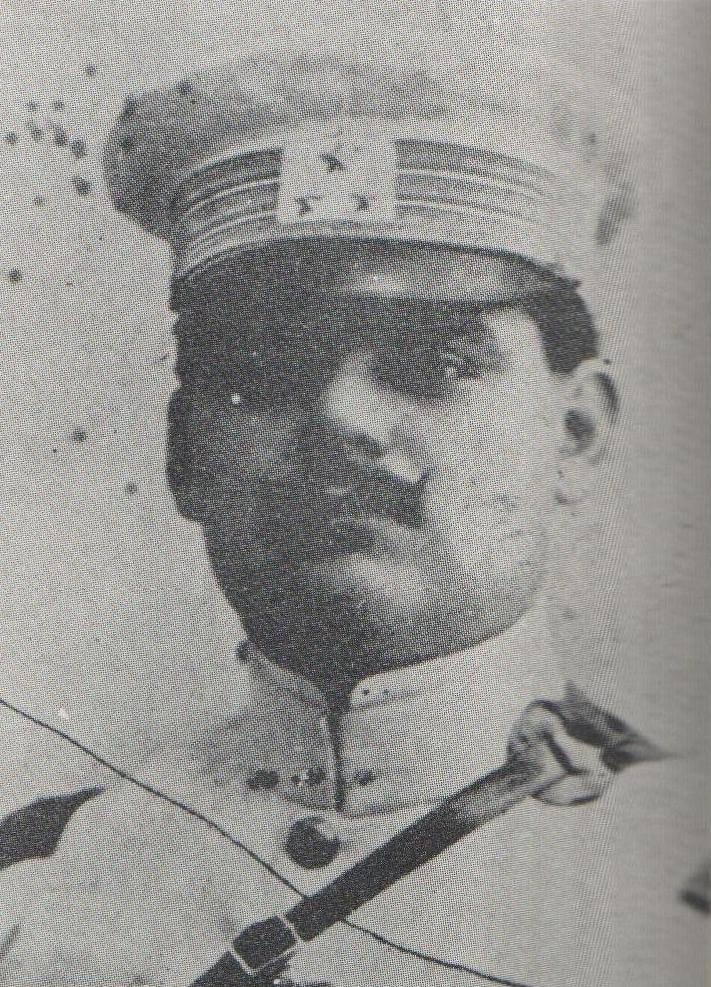
El general José Gonzalo Escobar (1929)

La rebelión comenzó oficialmente el 3 de marzo de 1929. Escobar actuó con normalidad todo el tiempo que pudo, habiendo enviado una carta a Portes Gil ofreciéndole sus servicios pocas horas antes de encabezar un ataque a la ciudad de Monterrey, en Nuevo León, ciudad protegida por solo 125 efectivos a cargo del general Rodrigo Zuriaga Pineda. Muchos oficiales del ejército mexicano desertaron para unirse a la rebelión de Escobar, a menudo llevándose todo el mando con ellos, de modo que al comienzo de las hostilidades Escobar estaba al mando de casi 30.000 hombres, incluido un gran contingente de yaquis. Después de una batalla de diez horas, Monterrey estaba bajo control rebelde. Escobar permaneció en la ciudad el tiempo que le llevó sacar $345.000 de los bancos locales y saquear la casa del general Juan Andreu Almazán. De allí Escobar se retiró por la vía de Saltillo, rompiendo las vías del tren a su paso. Portes Gil actuó rápidamente para aplastar la rebelión de Escobar al poner a Calles al mando de las fuerzas navales y militares federales, que consistían en aproximadamente el 72% de las fuerzas terrestres originales de México, además de la fuerza aérea y unos 5.000 agrarios de San Luis Potosí encabezados por el General Saturnino Cedillo. En su momento se supuso que los escobaristas estaban en conversaciones con el movimiento cristero para unir sus fuerzas pero jamás se pusieron de acuerdo.
El comienzo de la rebelión coincidió con la toma de posesión del presidente Herbert Hoover el 4 de marzo de 1929. Escobar esperaba que si podía ganar algunas batallas y tomar rápidamente el control del gobierno, recibiría el reconocimiento de la administración de Hoover por defecto, ya que sus políticas exteriores aún no estaban definidas, pero Hoover respaldó a Portes Gil y la constitución establecida. Esto tuvo un impacto significativo en el resultado de la rebelión, según el columnista Drew Pearson, quien dijo que muchas de las guarniciones que desertaron para unirse a la revuelta de Escorbar pronto regresaron al gobierno federal después de enterarse de la decisión de Hoover.
Inmediatamente después de la captura de Monterrey, las fuerzas de Escobar más al norte se movieron para tomar el control de los puertos de entrada a lo largo de la frontera entre Arizona y Sonora, mientras que más al sur, las fuerzas de Escobar al mando del general Jesús M. Aguirre atacaron sin éxito Veracruz. Los rebeldes en Sinaloa obtuvieron una victoria significativa en Mazatlán, donde infligieron un "castigo considerable" a las fuerzas gubernamentales además de conseguir victorias en Agua Prieta y Naco, las guarniciones se rebelaron para unirse a los rebeldes, encarcelando al recaudador de aduanas y otros funcionarios. Al mismo tiempo, una fuerza de unos 500 rebeldes ocupó Nogales, Sonora, y logró arrestar al recaudador de aduanas, al inspector de inmigración, al jefe de correos y a otros funcionarios. Sin embargo, la mayoría de los detenidos juraron lealtad a Escobar y poco después se les permitió volver a trabajar. Después de tomar con éxito los puertos de entrada de Arizona, varias ciudades fronterizas en la frontera oeste de Texas rápidamente quedaron bajo el control de los rebeldes. Para el 5 de marzo, las fuerzas rebeldes estaban al mando de Villa Acuña, Piedras Negras y Ojinaga, y avanzaban para tomar el control de Ciudad Juárez.

### Batalla de Ciudad Juárez
La Batalla de Juárez comenzó un par de días después en la madrugada del 8 de marzo. Las fuerzas rebeldes bajo el mando del general Marcelino Murrieta tomaron rápidamente la ciudad, obligando a la guarnición federal a regresar a posiciones a lo largo del Río Grande. Después de horas de intensos combates a lo largo de la frontera internacional, cuando parecía que los rebeldes pronto obtendrían la victoria, el comandante de las fuerzas estadounidenses en El Paso, el general George Van Horn Moseley, cruzó la frontera hacia México para consultar con el comandante federal, General Matias Ramos, para preguntarle sobre sus intenciones. El general Ramos informó a Moseley que estaba dispuesto a entregar la ciudad, pero solo si los rebeldes le garantizaban a él y a sus hombres un trato adecuado como prisioneros de guerra, o si se les permitía cruzar a los Estados Unidos para ser internados. Se acordó esto último y, al final del día, unos 300 oficiales y hombres del Ejército Mexicano, junto con sus esposas e hijos, cruzaron la frontera para ser internados en Fort Bliss. Los rebeldes tomaron el control de la ciudad y tenían la intención de usarla como fuente de armas y material de guerra y otros suministros de los Estados Unidos.

### Guerra aérea

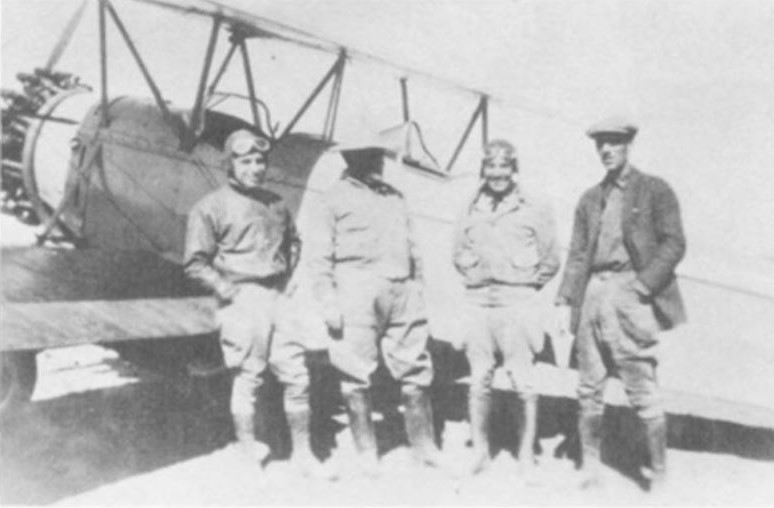
Maj. Rayma L. Andrews (R), Mexican Colonel & Pilots Naco Sonora

Durante la Rebelión de Escobar, tanto el gobierno federal como los rebeldes de Escobar utilizaron aviones en formas nunca antes vistas en el continente americano. La guerra aérea comenzó en la mañana del 16 de marzo de 1929, cuando dos aviones federales arrojaron bombas sobre trenes de tropas rebeldes en la terminal ferroviaria de Torreón y luego en la base militar en las afueras de la ciudad. Después del ataque, el general Escobar se dio cuenta de que estaba en una gran desventaja sin una fuerza aérea propia, por lo que inmediatamente tomó medidas para adquirir aviones de los Estados Unidos y mercenarios estadounidenses para pilotarlos. El gobierno federal también miró a los Estados Unidos para el suministro de aviones e incluso contrató a un veterano de combate estadounidense llamado Mayor Rayma L. Andrews para tomar el mando de su nuevo escuadrón. El mayor Andrews era un veterano de la Primera Guerra Mundial, donde sirvió en el Royal Flying Corps británico. Cuando estalló la Rebelión de Escobar, Andrews ofreció sus servicios al gobierno mexicano, que firmó un contrato con él y le encomendó la adquisición de nuevos aviones de los Estados Unidos, que serían pagados por el gobierno mexicano mediante el depósito de dinero en una cuenta en el Banco Nacional de El Paso. Andrews compró una amplia variedad de modelos de biplanos civiles, incluidos Travel Airs, Eaglerocks y Steamermans, y más tarde en el conflicto voló algunos de los aviones de combate Vought "Corsair" comprados por el gobierno mexicano en febrero de 1929.
Del lado rebelde, el general Escobar contrató a varios pilotos estadounidenses por $1,000 a la semana, incluidos Art J. Smith, Pete Stanley, Jack O'Brien, Patrick Murphy y Robert H. Polk. Más tarde, a estos cinco hombres se les unió Phil Mohun, otro experimentado veterano de combate que desertó de la fuerza aérea federal para unirse a la revolución y que eventualmente emergería como un miembro clave de la fuerza aérea rebelde. La mayoría fueron comprados en Arizona y transportados ilegalmente a México desde los aeropuertos de Tucson y Phoenix, Arizona.

#### Participación de los Yaquis
Los Yaquis secundaron a los escobaristas participando en combates menores pero fueron sofocados principalmente por los bombardeos de la Fuerza Aérea Mexicana. El Ejército Mexicano también estableció puestos de control en todos los asentamientos del Yaqui y esta acción finalmente detuvo el conflicto.

### Rendición en Nogales
Tras la derrota de Escobar en la Batalla de Jiménez, el fervor revolucionario que se había apoderado del país fue decayendo y sus tropas desertaron en gran número. Dirigiendo a sus unidades restantes hacia el norte hacia Sonora, tenía la intención de resistir tanto tiempo como pudiera. Las fuerzas del gobierno al mando de Calles tomaron rápidamente el control de las ciudades hasta que finalmente llegaron a Heroica Nogales, el último bastión importante de los rebeldes. En la mañana del 30 de abril, tres aviones federales lanzaron doce bombas sobre la ciudad. El temor a ataques aéreos adicionales y la comprensión de que la guerra estaba perdida llevó a muchos de los oficiales rebeldes a considerar rendirse a los federales o huir a los Estados Unidos para evitar el escarmiento del gobierno mexicano. Al mediodía de ese día, el comandante de las fuerzas estadounidenses en el Fuerte Huachuca, el general Frank S. Cocheu, se reunió con un grupo de oficiales rebeldes en la frontera de Nogales para negociar los términos de la rendición. Los rebeldes acordaron entregar Nogales, Sonora, pero solo si el gobierno mexicano prometía no ejecutar ni molestar a ninguno de los soldados rebeldes, darles comida y salarios atrasados. Se acordaron todas las condiciones y finalmente Nogales estaba bajo el control de las fuerzas gubernamentales del general Lucas González.
Terminada la rebelión, el general Escobar huyó a Arizona, donde recibió asilo de las autoridades estadounidenses. Al ser consultado sobre su derrota, Escobar culpó a la falta de suministros, municiones y apoyo del gobierno de Estados Unidos. El 3 de marzo de 1930, un gran jurado en Tucson, Arizona, presentó una demanda de siete cargos contra Escobar y varios de sus generales, por "exportar ilegalmente armas y municiones de guerra de los Estados Unidos a México", pero el caso fue posteriormente sobreseído el 25 de mayo de 1932. Escobar permaneció en el exilio en Canadá durante los siguientes años hasta 1942, cuando regresó a México para ofrecer sus servicios al presidente Lázaro Cárdenas. Para 1952 había alcanzado el rango de general en el Ejército Mexicano.

## Consecuencias
El país entero sufrió las consecuencias de la asonada militar. El gobierno federal gastó en la campaña de pacificación $ 13 839 608.78; y “la destrucción de vías férreas, trenes, saqueos a los bancos, etc., importó 25 millones de pesos; pero lo más censurado es que aquella rebelión costó al país muy cerca de 2,000 muertos.